# Ринг, Макс
Макс Ринг (нем. Max Ring; 1817—1901) — немецкий медик, журналист, писатель

 и поэт.

## Биография
Макс Ринг родился 4 августа 1817 года в небольшой деревне района Опава (ныне Моравскосилезский край, Чехия) в еврейской семье; его отец был фермером, а также управлял пивоварней и винокурней. Мать Ринга умерла, когда ему было 14 недель от роду. 

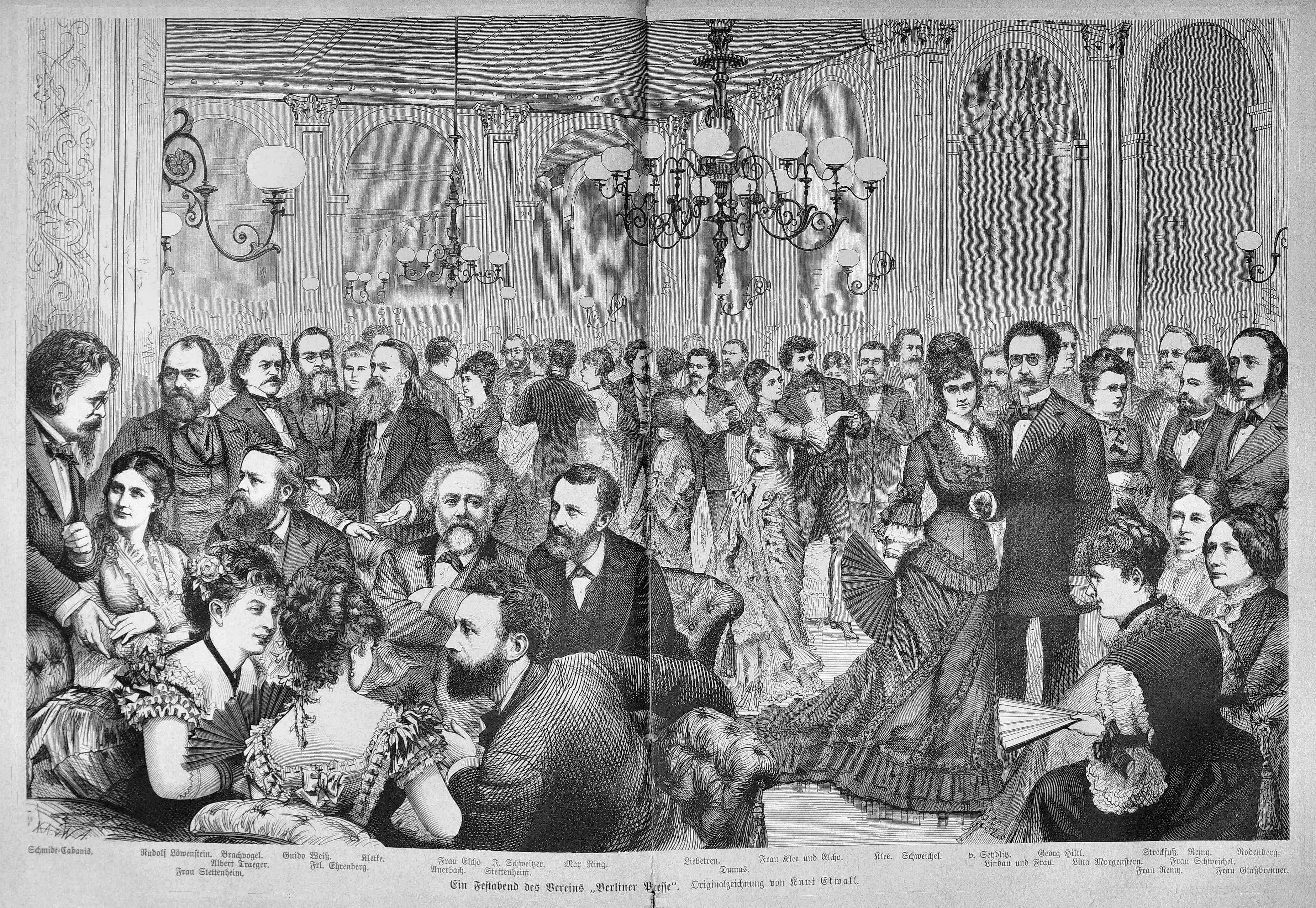
Макс Ринг
(Die Gartenlaube)

Учился в Глейвице в еврейской общинной школе, затем на медицинском факультете университета Бреслау, после чего, вместе со своим другом Людвигом Траубе перевелся в Берлинский университет, где близко стоял к Л. Цунцу и Эдуарду Гансу. 
7 августа 1839 года он получил докторскую степень в Берлинском университете. Будучи врачом, Ринг особенно охотно работал во время эпидемий среди нищих и описал свои наблюдения в периодической печати. 
Известность Максу Рингу принесли его высокохудожественные новеллы и стихотворения; он писал также драмы, и издал политическую комедию «Наши друзья», а будучи еще юношей написал поэму «Der Judenkirchhof».
В 1870 году вышли его «Ausgewählte Romane und Novellen»; некоторые произведения Pинга были переведены на русский язык. Отношение к еврейству имеет его «Das Haus Hillel» (русский перевод в «Восходе», 1881, 9—12; 1882, 1—8).
Макс Ринг умер 28 марта 1901 года в городе Берлине  и спустя три дня был похоронен на Еврейском кладбище на Шёнхаузер-аллее.  Похоронную речь произнёс его друг и коллега Роберт Швейхель.